# Ринкс, Нико
Нико Ринкс (нидерл. Nico Rienks; род. 1 февраля 1962, Тил) — голландский гребец, чемпион мира (1991) и Олимпийских игр (1988, 1996) по академической гребле.

## Биография
Родился 1 февраля 1962 года в нидерландском городе Тил (Гелдерланд). Профессиональную карьеру гребца начал в 1980 году. Тренировался в амстердамском клубе «Okeanos». 
Первую олимпийскую медаль завоевал в 1988 году на Олимпийских играх Сеуле. В финальном заплыве двоек парных Ринкс и его напарник Роналд Флорейн с результатом 6:21.13 выиграли золото, оставив позади соперников из Швейцарии (6:22.59 — 2-е место) и СССР (6:22.87 — 3-е место).
В 1992 году на Олимпийских играх в Барселоне Ринкс также выступал в классе двоек парных. Во время финального заплыва он и его напарник Хенк-Ян Зволле финишировали третьими, завоевав бронзовые награды. С результатом 6:22.82 голландские гребцы уступили соперникам из Австрии (6:18.42 — 2-е место) и Австралии (6:17.32 — 1-е место).
Второе олимпийское золото было добыто Ринксом в 1996 году на Играх в Атланте, где он выступал в классе восьмёрок. Во время финального заплыва голландские гребцы показали результат 5:42.74, что позволило им обойти соперников из Германии (5:44.58 — 2-е место) и России (5:45.77 — 3-е место) и  финишировать первыми.

## Семья
Женат на голландской гребчихе, призёре Олимпийских игр в в классе восьмёрок Харрит ван Эттековен (род. 1961). Их сыновья Рик Ринкс (род. 1995) и Ральф Ринкс (род. 1997) также стали известными гребцами.